# 弗里德里希·冯·弗洛托
弗里德里希·阿道夫·费迪南德·冯·弗洛托（德語：Friedrich Adolf Ferdinand von Flotow；1812年4月27日—1883年1月24日），德国作曲家。1827年赴巴黎师从雷哈，期间结识了梅耶贝尔，罗西尼，阿莱维，奥柏等作曲家，并立志于歌剧创作。1844年写出成名作《亚历山德罗·斯特拉代拉》。后曾到什未林任职，晚年居住在维也纳。他的作品风格比较轻快，受法国音乐的影响较大。目前他的歌剧中经常上演的只有一部《玛尔塔》。

## 外部連結
- 弗里德里希·冯·弗洛托的作品  - 古騰堡計劃
- 互联网档案馆中弗里德里希·冯·弗洛托的作品或与之相关的作品
- 弗里德里希·冯·弗洛托的免费乐谱，由国际乐谱典藏计划提供